# 5-я танковая дивизия (вермахт)
5-я танковая дивизия (нем. 5. Panzer-Division) — тактическое соединение сухопутных войск вооружённых сил нацистской Германии. Принимала участие во Второй мировой войне. 5-я танковая дивизия шесть раз удостаивалась благодарности за выдающиеся боевые успехи на Восточном фронте.

## История
5-я танковая дивизия была сформирована 24 ноября 1938 года в Оппельне (Силезия), в VIII военном округе. К началу Второй Мировой она была одной из шести танковых дивизий вермахта.
В польской кампании дивизия наступала на южном направлении в составе 8-го армейского корпуса 14-й армии. Весной 1940-го 5-я танковая дивизия вошла в состав танковой группы Клейста, с которой прошла Францию. Осенью у дивизии был отобран 15-й танковый полк, на основе которого создали 11-ю танковую дивизию.
В первой половине 1941 года 5-я танковая дивизия участвовала в захвате Балкан, затем находилась в резерве ОКХ. Осенью 1941 года дивизия в составе 4-й танковой армии наступала на Москву.
25 ноября 1941 года части 11-й и 5-й танковых дивизий вынудили отойти на восточный берег реки Истры части прикрытия 18-й стрелковой дивизии, создав тяжелую обстановку на её участке. Немецкие части форсировали здесь реку и ворвались внутрь оборонительного рубежа дивизии. Крупные силами пехоты и танков 11-й и 5-й танковых дивизий севернее Истры вели тяжелый бой с 18-й стрелковой дивизией.
В 1942—1943 годах 5-я танковая дивизия держала оборону в районе Гжатска, Ржева, затем отступала от Орла до Ковеля.
В июне 1944 года дивизия (125 танков и самоходных орудий) была переброшена по железной дороге в Борисов и начала выдвигаться на рубеж реки Бобр. 28 июня вступила во встречный бой с 5-й гвардейской танковой армией. Затем пыталась деблокировать 4-ю армию, окружённую в результате операции «Багратион», и понесла при этом большие потери. Осенью отступила в Литву, была эвакуирована из Курляндского котла в Восточную Пруссию. 5-я танковая дивизия сдалась советским войскам в апреле 1945 года вместе с другими частями 2-й армии немцев.

## Командиры дивизии
- генерал-лейтенант Генрих фон Фитингоф (24 ноября 1938 — 8 октября 1939)
- генерал-лейтенант Макс фон Хартлиб-Вальспорн (8 октября 1939 — 29 мая 1940)
- генерал танковых войск Йоахим Лемельзен (29 мая 1940 — 25 ноября 1940)
- генерал танковых войск Густав Фен (25 ноября 1940 — 10 августа 1942)
- генерал-лейтенант Эдуард Мец (10 августа 1942 — 1 февраля 1943)
- генерал-майор Йоханнес Недтвиг (1 февраля 1943 — 20 июня 1943)
- генерал-лейтенант Эрнст Феликс Фёкенштедт (20 июня 1943 — 7 сентября 1943)
- генерал танковых войск Карл Декер (7 сентября 1943 — 16 октября 1944)
- генерал-майор Рольф Липперт (16 октября 1944 — 5 февраля 1945)
- генерал-майор Гюнтер Хоффман-Шенборн (5 февраля 1945 — 18 апреля 1945)
- полковник запаса Ханс Херцог (18 апреля 1945 — 8 мая 1945)

## Организация

### Сентябрь 1939 г.
- 8-я танковая бригада
  - 15-й танковый полк (Panzer-Regiment 15)
  - 31-й танковый полк (Panzer-Regiment 31)
- 5-я стрелковая бригада
  - 13-й стрелковый полк (Schützen-Regiment 13)
  - 14-й стрелковый полк (Schützen-Regiment 14)
- 116-й артиллерийский полк (Artillerie-Regiment 116)
- 53-й дивизион ПТО
- 8-й разведывательный батальон (Aufklärungs-Abteilung 8)
- 89-й саперный батальон (Pionier-Bataillon 89)
- 77-й батальон связи (Nachrichten-Abteilung 77)
- 85-й батальон снабжения (Nachschubtruppen 85)

### Лето 1943 г.
- 31-й танковый полк
- 13-й механизированный полк (Panzergrenadier-Regiment 13)
- 14-й механизированный полк (Panzergrenadier-Regiment 14)
- 116-й артиллерийский полк (Panzer-Artillerie-Regiment 116)
- 53-й противотанковый дивизион (Panzerjäger-Abteilung 53)
- 5-й разведывательный батальон (Panzer-Aufklärungs-Abteilung 5)
- 288-й дивизион ПВО (Heeres-Flak-Artillerie-Abteilung 288)
- 89-й саперный батальон (Panzer-Pionier-Bataillon 89)
- 77-й батальон связи (Panzer-Nachrichten-Abteilung 77)
- 85-й батальон снабжения (Panzer-Versorgungstruppen 85)
- 116-й полевой запасной батальон

## Награждённые Рыцарским крестом Железного креста

### Рыцарский Крест Железного креста (50)
- Пауль-Герман Вернер, 03.06.1940 — полковник, командир 31-го танкового полка
- Ганс Христерн, 31.01.1941 — майор, командир 2-го батальона 31-го танкового полка
- Йоханнес Штрайх, 31.01.1941 — полковник, командир 15-го танкового полка
- Вильгельм принц фон Шёнбург-Вальденбург, 18.05.1941 — капитан, командир 1-й роты 31-го танкового полка
- Альфред Гуделиус, 10.02.1942 — майор, командир 2-го батальона 14-го стрелкового полка
- Эдуард Радовски, 20.08.1942 — оберстлейтенант, командир 53-го противотанкового артиллерийского дивизиона
- Георг Вичиск, 02.09.1942 — обер-ефрейтор, командир орудия 1-й роты 53-го противотанкового артиллерийского дивизиона
- Гюнтер Шеммель, 06.10.1942 — майор, командир 1-го батальона 14-го моторизованного полка
- Эдуард Метц, 05.01.1943 — генерал-майор, командир 5-й танковой дивизии
- Эдуард Краус, 25.01.1943 — обер-лейтенант резерва, командир 6-й роты 14-го моторизованного полка
- Отто Кун, 07.03.1943 — обер-лейтенант резерва, командир 5-й роты 13-го моторизованного полка
- Герхард Нимек, 14.03.1943 — фельдфебель, командир взвода 8-й роты 31-го танкового полка
- Генрих Беккер, 15.03.1943 — обер-фельдфебель, командир взвода 8-й роты 31-го танкового полка
- Эвальд Гёрш, 15.03.1943 — обер-фельдфебель, командир взвода 8-й роты 13-го моторизованного полка
- Ганс Хауптманн, 15.03.1943 — капитан, командир 55-го мотоциклетного батальона
- Вильгельм Окрент, 02.04.1943 — обер-ефрейтор, наводчик 4-й батареи 116-го артиллерийского полка
- Альберт Хоффманн, 03.04.1943 — обер-ефрейтор, пулеметчик 4-й роты 55-го мотоциклетного батальона
- Герхард Фридрих, 06.04.1943 — капитан, командир 1-го батальона 13-го моторизованного полка
- Фридрих-Карл Хенрици, 14.04.1943 — капитан, командир 2-го батальона 13-го моторизованного полка
- Карл Лаух, 05.05.1943 — обер-фельдфебель, командир взвода 8-й роты 14-го моторизованного полка
- Генрих-Вальтер Бронзарт фон Шеллендорф, 10.09.1943 — полковник, командир 13-го моторизованного полка
- Георг Гранзее, 19.09.1943 — фельдфебель, командир взвода 7-й роты 31-го танкового полка
- Вильгельм Древес, 27.10.1943 — капитан, командир 1-го батальона 13-го моторизованного полка
- Генрих Шоллен, 12.11.1943 — фельдфебель, командир взвода 2-й роты 14-го моторизованного полка
- Эрих Абрахам, 20.01.1944 — лейтенант резерва, командир 2-й роты 13-го моторизованного полка
- Проспер граф цу Кастелль-Кастелль, 23.02.1944 — лейтенант резерва, командир 9-й роты 14-го моторизованного полка
- Ганс-Георг Херцог, 06.04.1944 — майор резерва, командир 2-го батальона 14-го моторизованного полка
- Генрих Штайнвахс, 15.04.1944 — оберстлейтенант, командир 116-го артиллерийского полка
- Йозеф Йеначек, 04.05.1944 — лейтенант, командир 1-й роты 14-го моторизованного полка
- Аугуст Кине, 04.05.1944 — лейтенант, командир 7-й роты 14-го моторизованного полка
- Курт Байорат, 15.05.1944 — обер-ефрейтор, командир отделения 3-й роты 13-го моторизованного полка
- Рольф Липперт, 09.06.1944 — полковник, командир 31-го танкового полка
- Эдцард фон Реден, 12.08.1944 — капитан резерва, командир 89-го танкового саперного батальона
- Фриц Эшманн, 12.08.1944 — обер-лейтенант, командир 4-й роты 116-го полевого запасного батальона
- Детлев фон Плато, 19.08.1944 — оберстлейтенант Генерального штаба, начальник оперативного отдела штаба 5-й танковой дивизии
- Карл Зеклер, 23.08.1944 — капитан, командир 2-го батальона 13-го моторизованного полка
- Фриц Шрекенбах, 05.09.1944 — обер-фельдфебель, командир взвода 4-й роты 5-го танкового разведывательного батальона
- Пауль Ланге, 07.09.1944 — фельдфебель, командир взвода 1-й роты 13-го моторизованного полка
- Фридрих-Карл Нёкель, 17.09.1944 — капитан резерва, командир 2-го батальона 31-го танкового полка
- Альфред Йедтке, 21.09.1944 — капитан, командир 1-го батальона 14-го моторизованного полка
- Ганс-Георг фон Рамин, 23.10.1944 — капитан резерва, командир 53-го противотанкового артиллерийского дивизиона
- Оскар Эйссер, 03.11.1944 — капитан, командир 3-й роты 31-го танкового полка
- Вильгельм Бусс, 09.12.1944 — обер-фельдфебель, командир танка 1-й роты 31-го танкового полка
- Ганс Друде, 10.02.1945 — обер-фельдфебель, командир взвода 1-й роты 14-го моторизованного полка
- Эгидиус Мимра, 18.02.1945 — капитан, командир 1-го батальона 31-го танкового полка
- Пауль Янке, 18.02.1945 — обер-фельдфебель, командир взвода 1-й роты 53-го противотанкового артиллерийского дивизиона
- Густав Элльмерс, 28.02.1945 — обер-лейтенант, командир 2-й роты 14-го моторизованного полка
- Ганс Хоманн, 05.03.1945 — обер-лейтенант резерва, командир 1-й роты 31-го танкового полка
- Отто Хейманн, 17.03.1945 — лейтенант, командир 8-й роты 31-го танкового полка
- Карл-Генрих Плёгер, 23.03.1945 — обер-лейтенант, командир 6-й роты 14-го моторизованного полка

### Рыцарский Крест Железного креста с Дубовыми листьями (6)
- Генрих-Вальтер Бронзарт фон Шеллендорф (№ 394), 12.02.1944 — полковник, командир 13-го моторизованного полка
- Вильгельм Древес (№ 458), 20.04.1944 — майор, командир 1-го батальона 13-го моторизованного полка
- Карл Декер (№ 466), 04.05.1944 — генерал-майор, командир 5-й танковой дивизии
- Герхард Фридрих (№ 642), 03.11.1944 — оберстлейтенант, командир 13-го моторизованного полка
- Иоахим Зандер (№ 729), 05.02.1945 — полковник, командир 31-го танкового полка
- Ганс-Георг Херцог (№ 798), 23.03.1945 — оберстлейтенант резерва, командир 14-го моторизованного полка

### Рыцарский Крест Железного креста с Дубовыми листьями и Мечами
- Фриц Фессманн (№ 103), 23.10.1944 — капитан резерва, командир 5-го разведывательного батальона